# Beranui
Beranui és un municipi aragonès de la província d'Osca situat a la comarca de la Ribagorça. Està dividit en dos barris units per un pont medieval de dos ulls, ubicat sobre del riu Isàvena (a la Vall de l'Isàvena), amb una extensió de 63,62 quilòmetres quadrats i està situat a 995 metres d'altitud sobre el nivell del mar, al costat del barranc de Castrocit.
No s'ha de confondre amb el poble de Beranui del municipi de la Torre de Cabdella al Pallars Jussà.
Aquest municipi té com a municipis veïns: al N les Paüls, al NE Bonansa, a l'E Sopeira, al SE Areny, al S Isàvena i l'W Tor-la-ribera.
L'eix viari més important està constituït per la carretera A-1605, paral·lela per la dreta al riu Isàvena, però des de Beranui enllaça amb un ramal que travessa el riu per un antic pont de pedra i, per tant, des d'aquí discorre per l'esquerra.
Les festes són el 20 de gener i el 16 d'agost en honor de l'Assumpció de la Verge.
En el terme destaca el coll de la Croqueta d'Ovarra.
L'1 de gener del 2006 tenia 112 habitants censats.

## Història
El municipi es va crear el 1966, en un procés estatal de concentració municipal, per la unió dels de Beranui i Calbera. En la fusió d'aquestes poblacions el municipi va rebre la denominació de "Veracruz", però el seu ús no es va popularitzar donada l'arbitrarietat del nom, ja que no es corresponia a cap denominació històrica vinculada a la zona.
Des de l'any 2011 la denominació oficial del municipi és Beranuy, que és l'adaptació al castellà del nom del nucli més important.

## Entitats de població

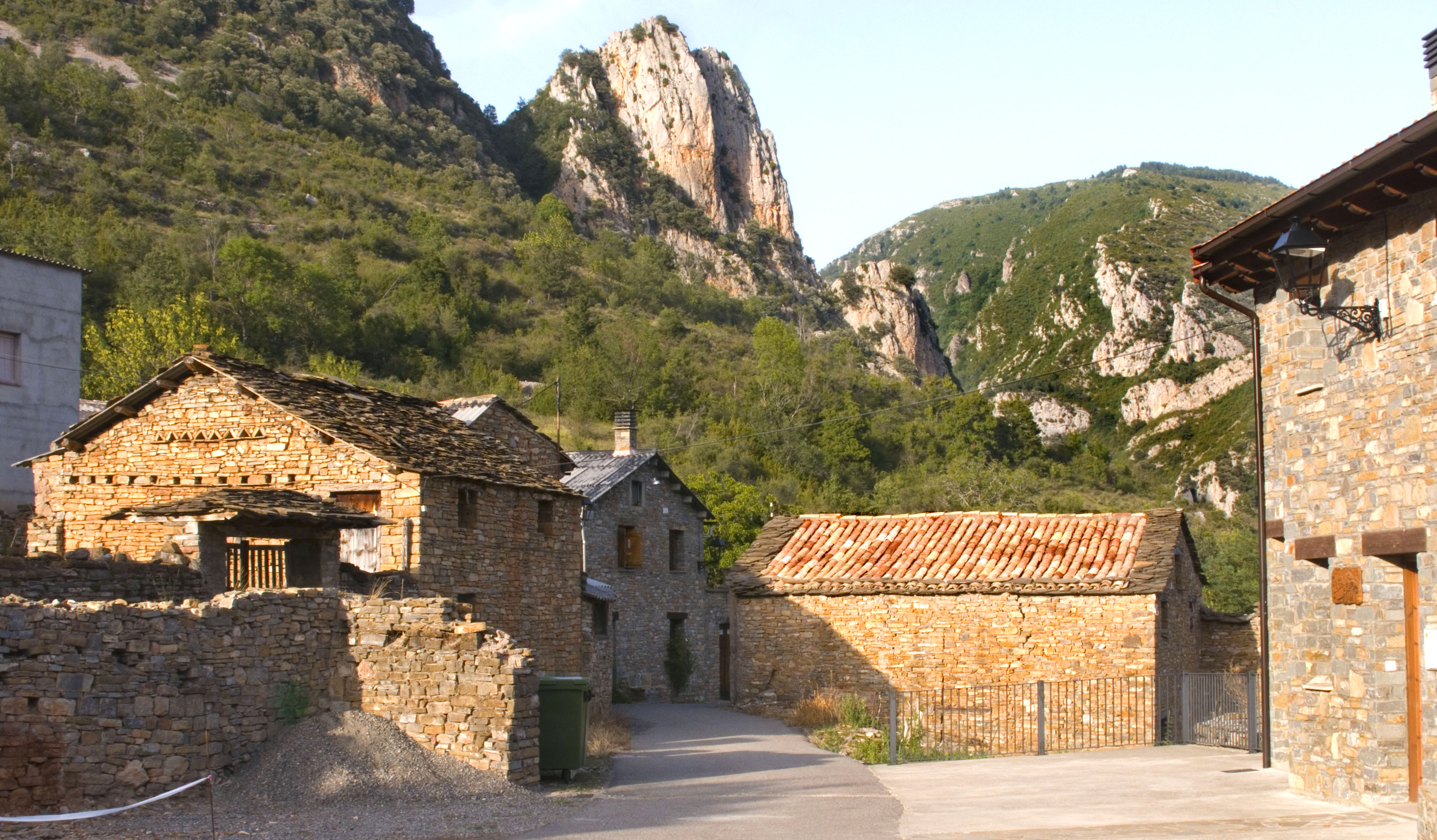
Vallabriga

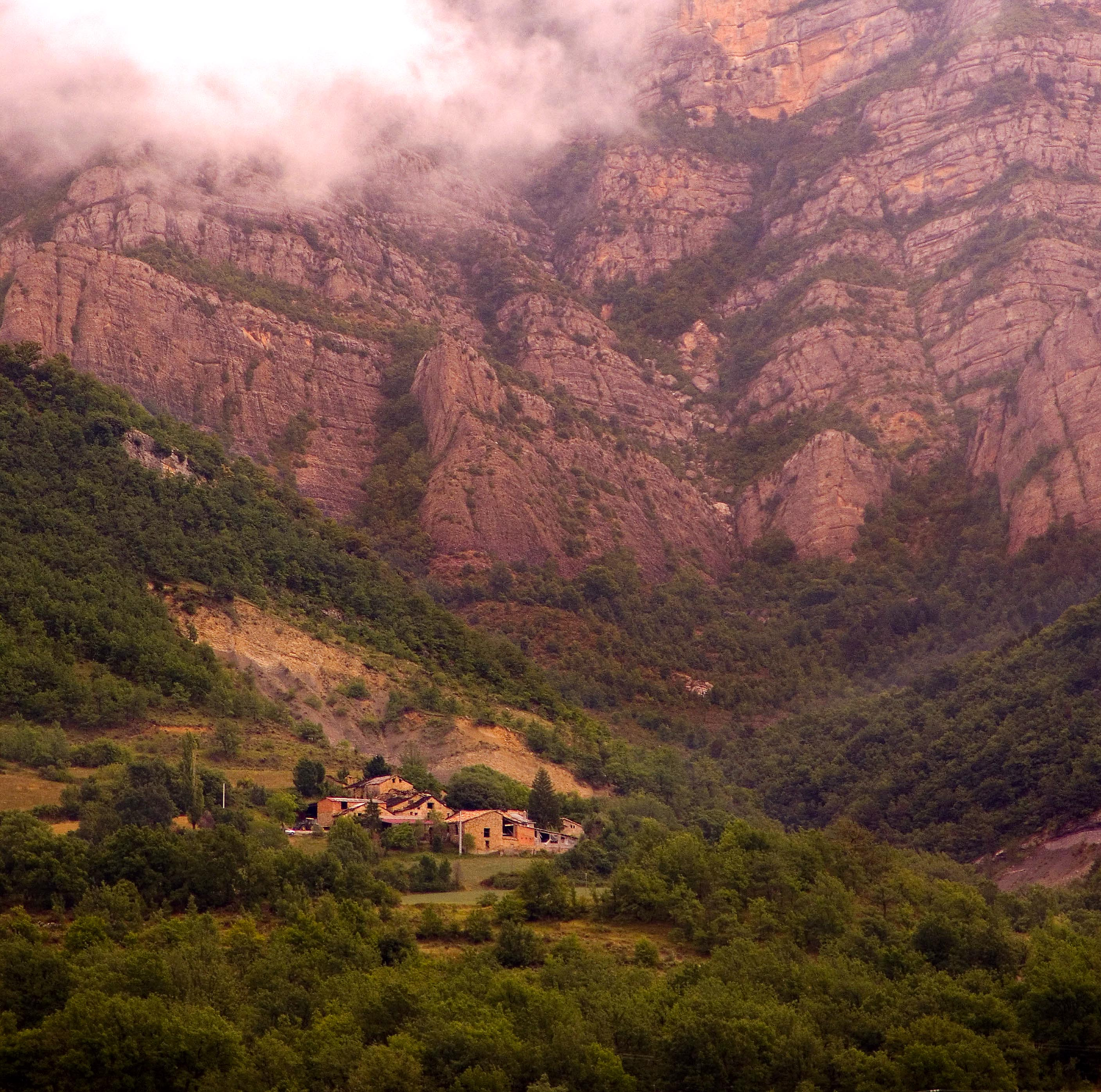
Biasques d'Ovarra

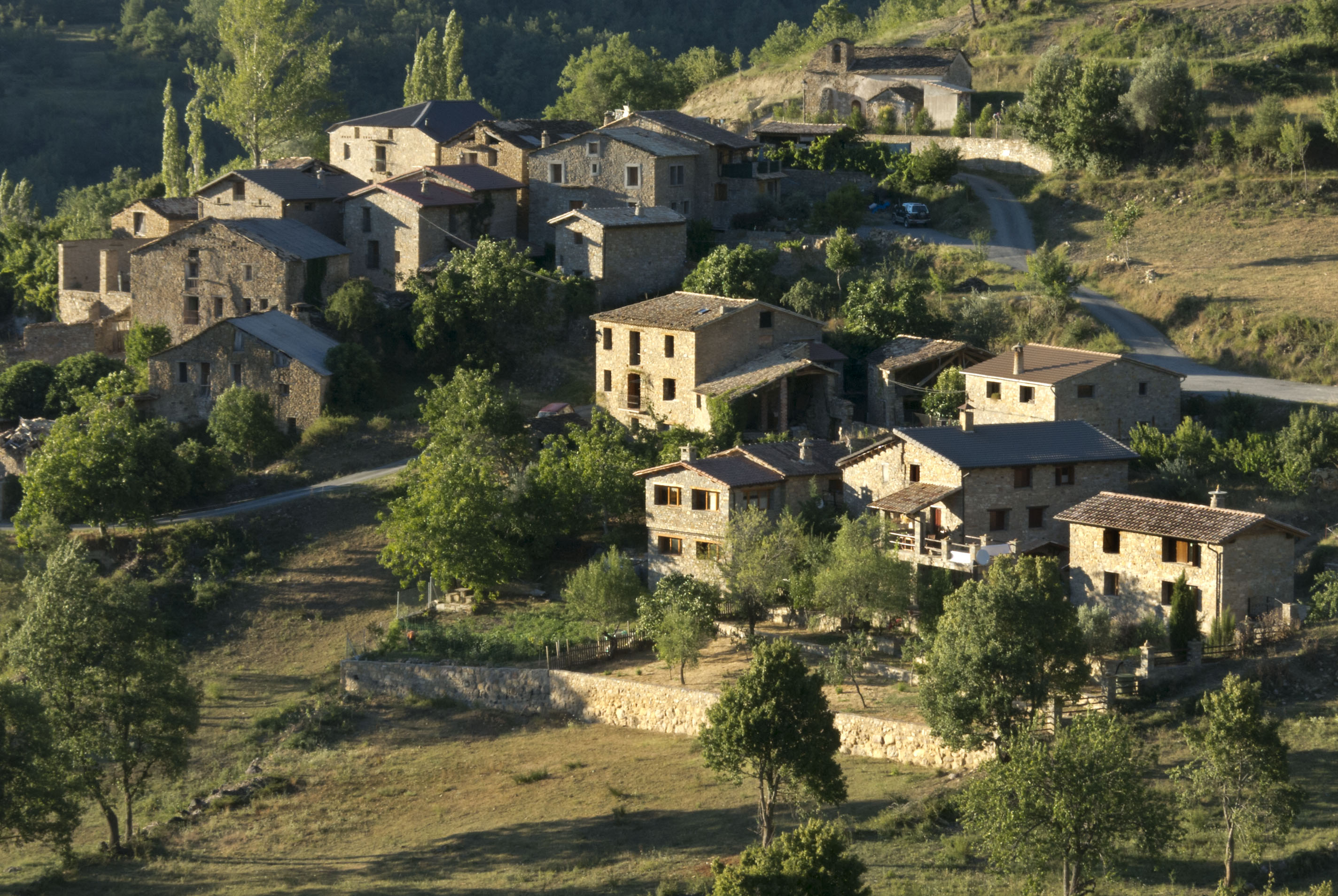
Pardinella

El municipi agrupa els nuclis següents:
- Beranui,[6] situat a la falda d'un turó és el cap del municipi.
- Vallabriga,[7] situada a una altitud sobre el nivell del mar de 1.160 metres, té 6 habitants. L'activitat és agrícola i ramadera. Posseeix una senzilla església parroquial de construcció popular.
- Biasques d'Ovarra.[8] Està situat a 900 metres d'altitud sobre el nivell del mar, i té 24 habitants. La seva font amb el seu arc de mig punt és un dels racons més bonics del poblat. L'església data de 1.816 reflectit a la mateixa porta. A la banda inferior de la carretera principal es troba el conjunt de les fonts de Sant Cristòfol, famoses pel seu gran cabal.
- Calbera, poble situat a la conca mitjana del riu Isàvena i a la serra de Sis, a la dreta del barranc de Castrocit. Dins l'antic terme estaven els pobles de Castrocit i Morens, a més de la caseria de les Ferreries. L'església és d'arquitectura gòtica.[9]
- Castrocit. L'any 1966 va passar a Beranui. Està situat a 1.161 metres sobre el nivell del mar, a la dreta del barranc de Castrocit (que neix a la serra de Sis i desemboca en el riu Isàvena per l'esquerra. Actualment està despoblat.[10]
- Ferreries de Calbera, està situat a 970 metres sobre el nivell del mar i té 13 habitants.
- Morens, a l'esquerra del riu Isàvena.[11]
- Ovarra.[12]
- Pardinella. A 925 metres d'altitud sobre el nivell del mar i amb una població de 22 habitants, està situat en una solana del marge esquerre del riu Isàvena, al nord de les fonts de Sant Cristòfol.

Els pobles deshabitats de: 
- Fornons. Situat al sud de Biasques d'Ovarra. Al segle xi pertanyia a Santa Maria d'Ovarra.[13]
- Rallui, situat a 1.300 metres sobre el nivell del mar i al vessant meridional del coll de Planatossal.[14] La seva església d'estil romànic és del s.XI amb reformes del s.XII. Avui està dedicada a Santa Àgueda. L'ermita de Sant Vicent està als afores del poble i també és de construcció romànica. Actualment està en ruïnes.[15]

## Romànic
Destaca la torre de l'església, original dels segles xi-XII seguint la tradició llombarda. En el segle xvi per obrir buits de campanes va ser transformada. Des de Beranui podem accedir a peu a l'ermita romànica de la Mare de Déu de Sis, del segle XII.

## Congost d'Ovarra
L'erosió dels materials carbonatats del Cretàcic pels quals discorre el riu Isàvena en aquest punt i el seu encaixament en el temps ha donat lloc a la formació d'un estret canó de parets verticals. Les característiques morfològiques de la llera venen definides per un grup de tolls i petites cascades que discorren per un llit encaixat.
El bosc de ribera és gairebé inexistent en el congost. Aigües amunt està format per pollancres, freixes, bedolls, til·lers i avellaners. Després, es continua amb el bosc de faigs, roures i pins, dominant en els vessants acompanyat per un sotabosc de boix i argelagues.
Aquestes zones boscoses són ocupades pel picot negre, el trencapinyes, el cercavores i la perdiu blanca. Els mamífers més visibles són el cabirol, la geneta i el liró gris.
Entre les aus rupícoles (que es fan en les roques) que habiten el congost es troben la merla roquera i la gralla. Entre els amfibis destaca la granota temporal. L'única espècie aquàtica present en el tram inventariat és la truita. Com a espècie destacable en les aigües del riu Isàvena es troba la llúdriga.

## Imatges del municipi de Beranui

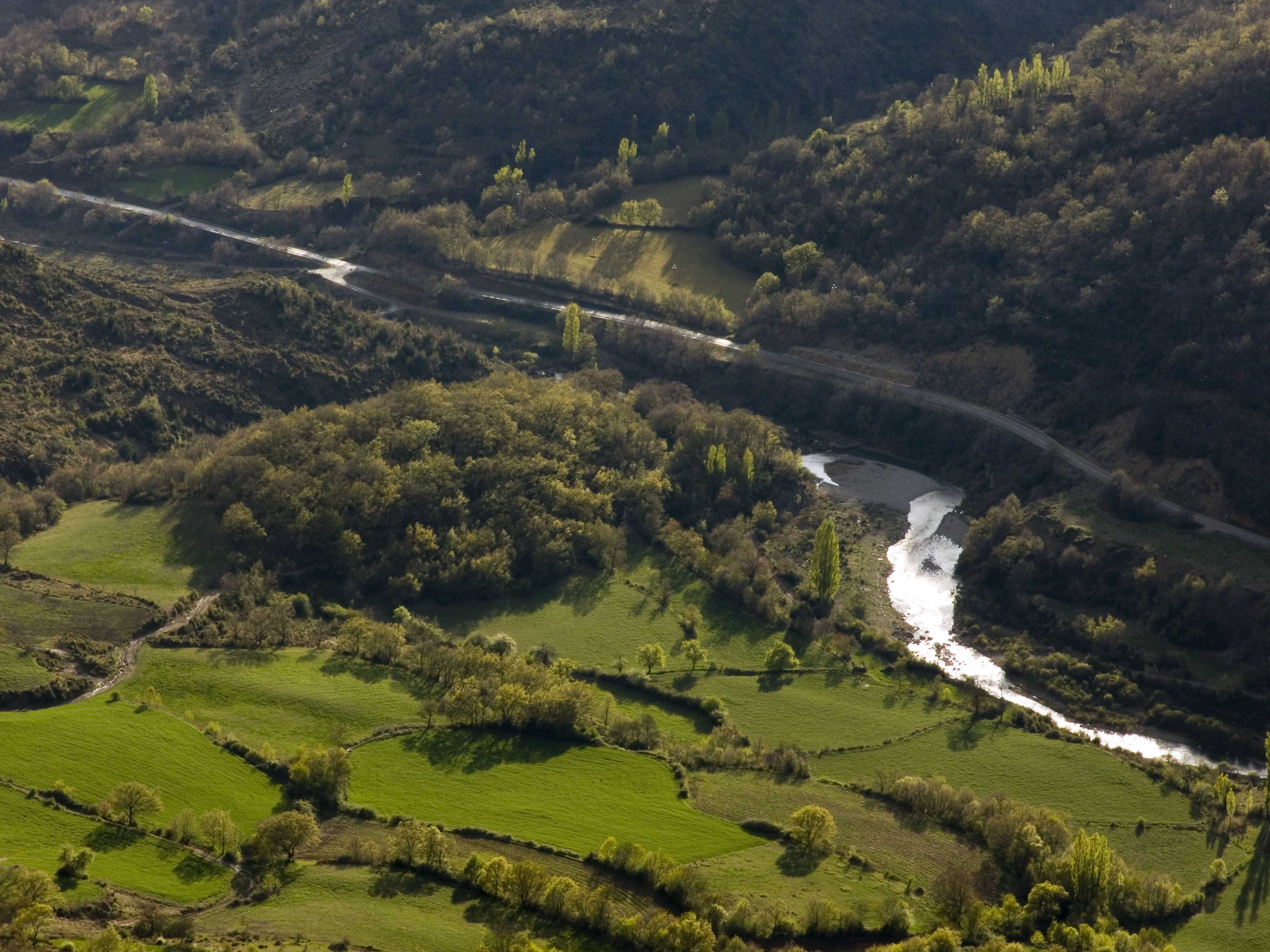
Vista de la Vall de l'Isàvena des de Beranui
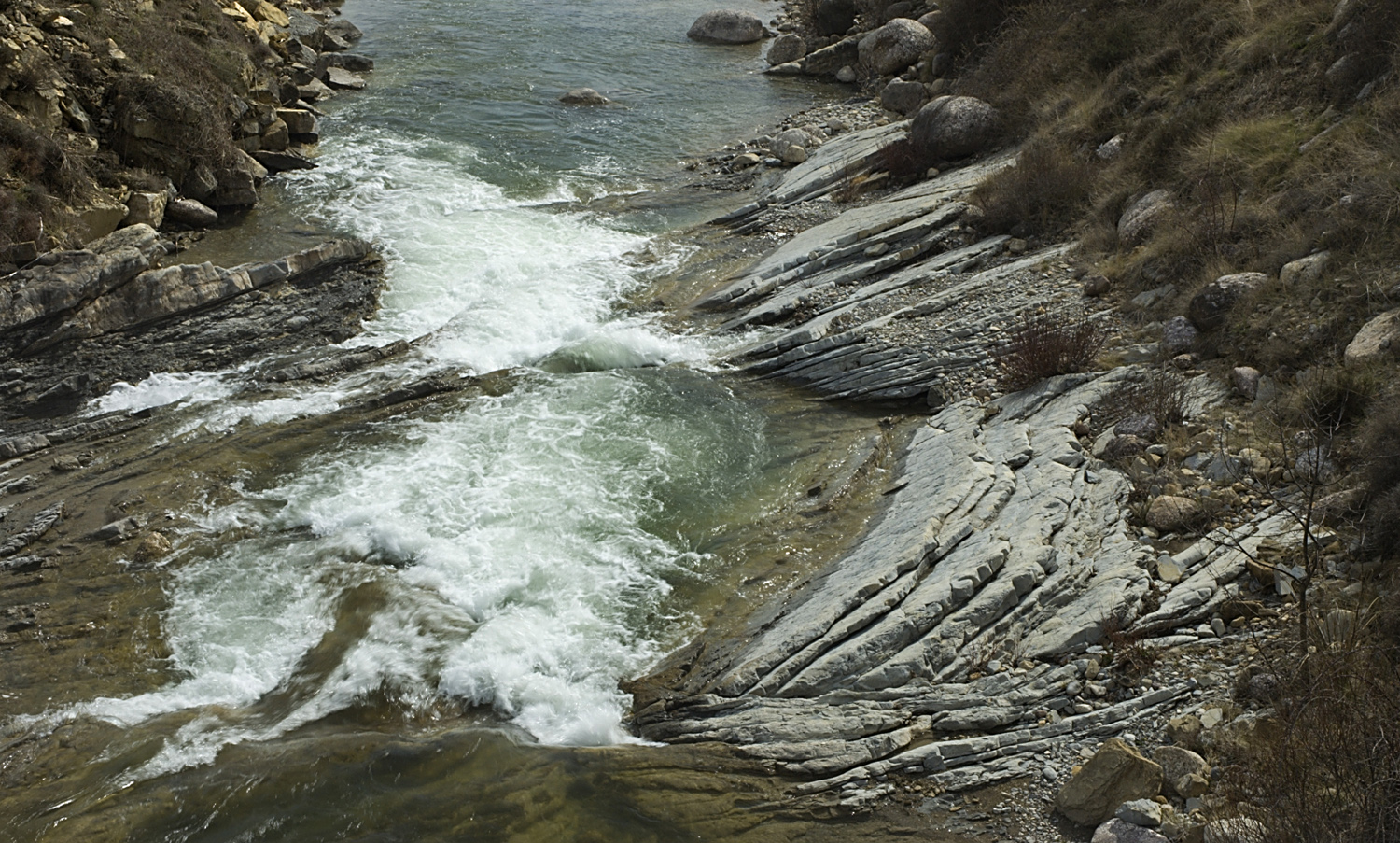
Mulla de Pardinella -Beranui- (Riu Isàvena)
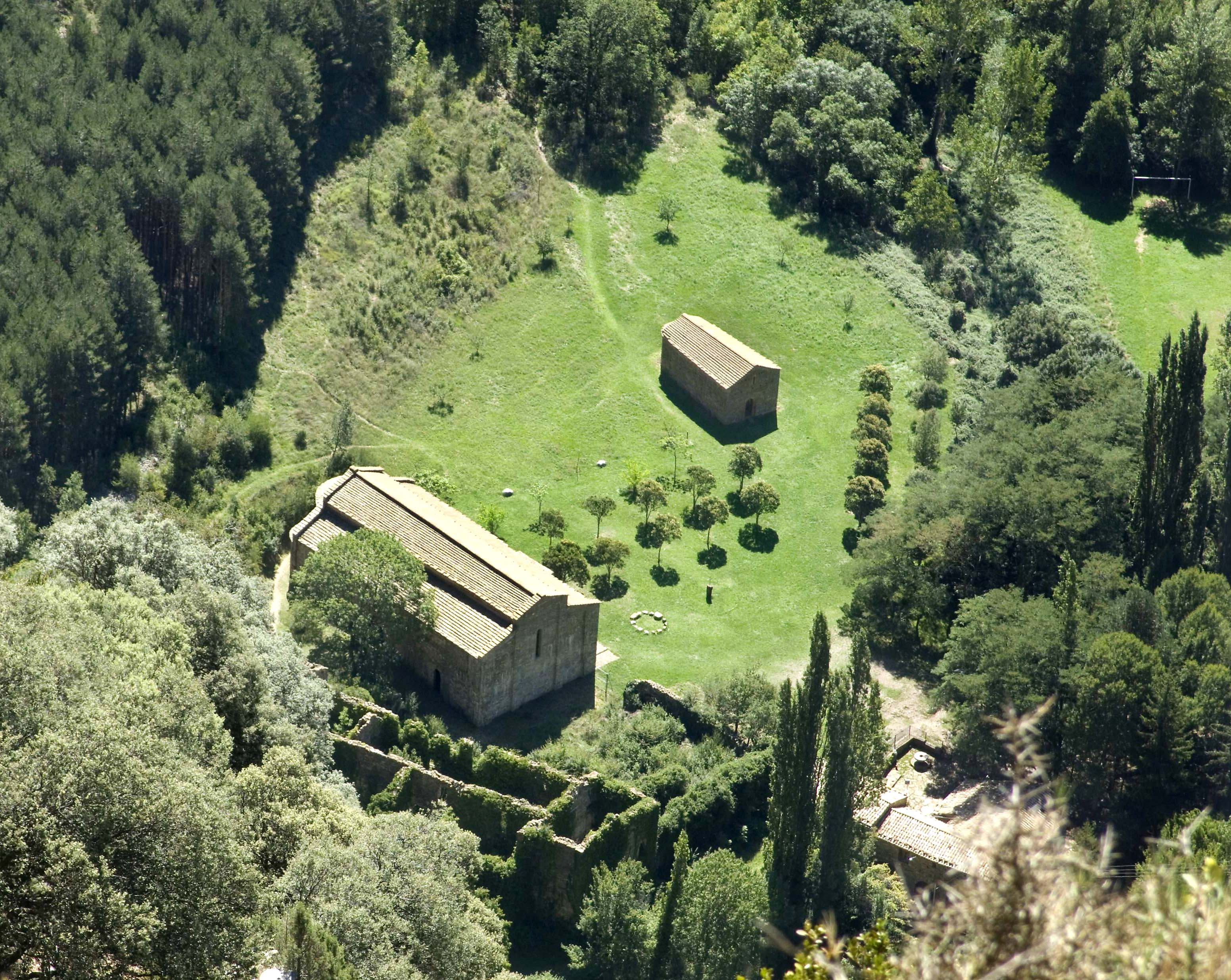
Santa Maria d'Ovarra
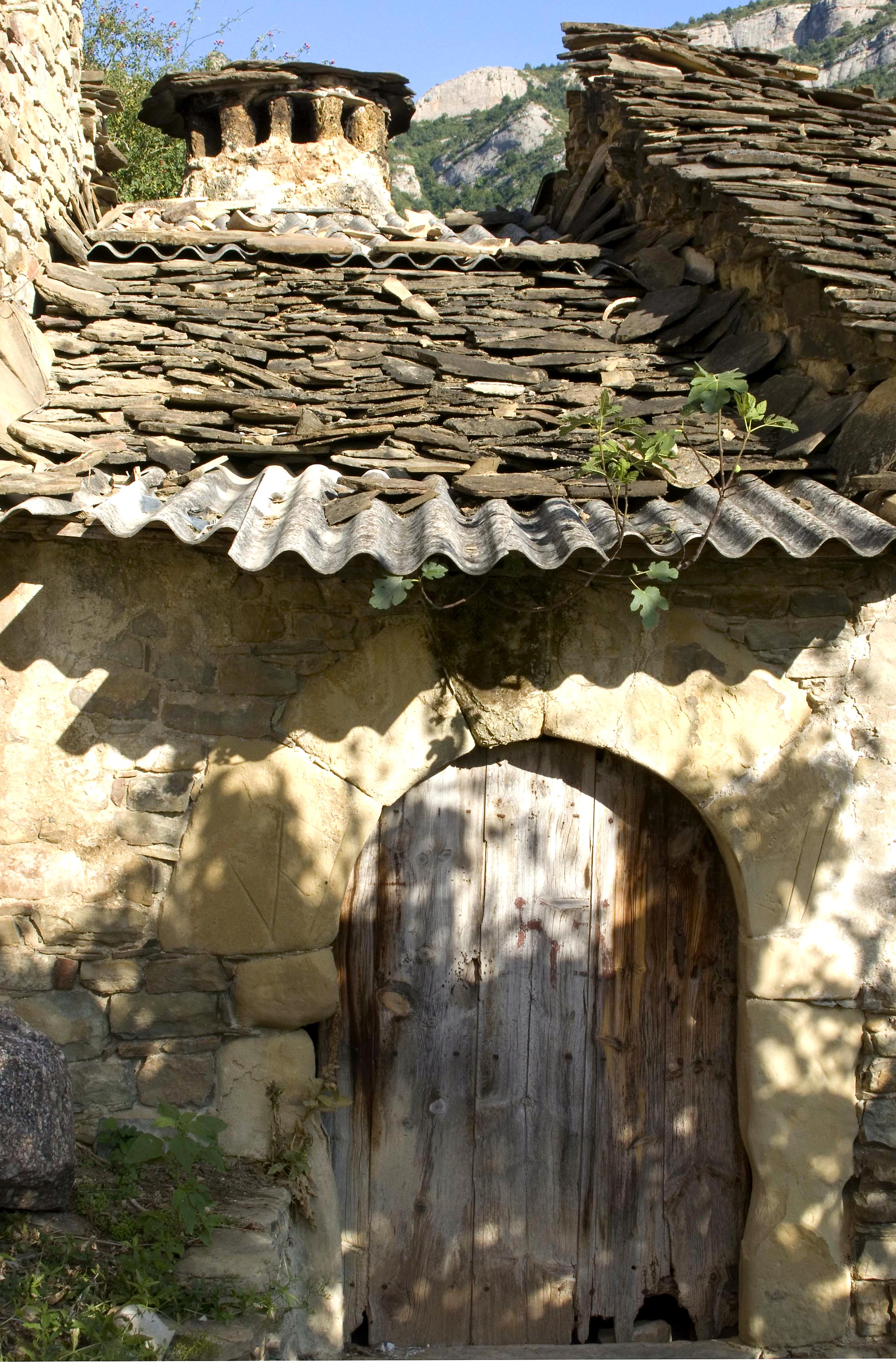
Casa de Pardinella
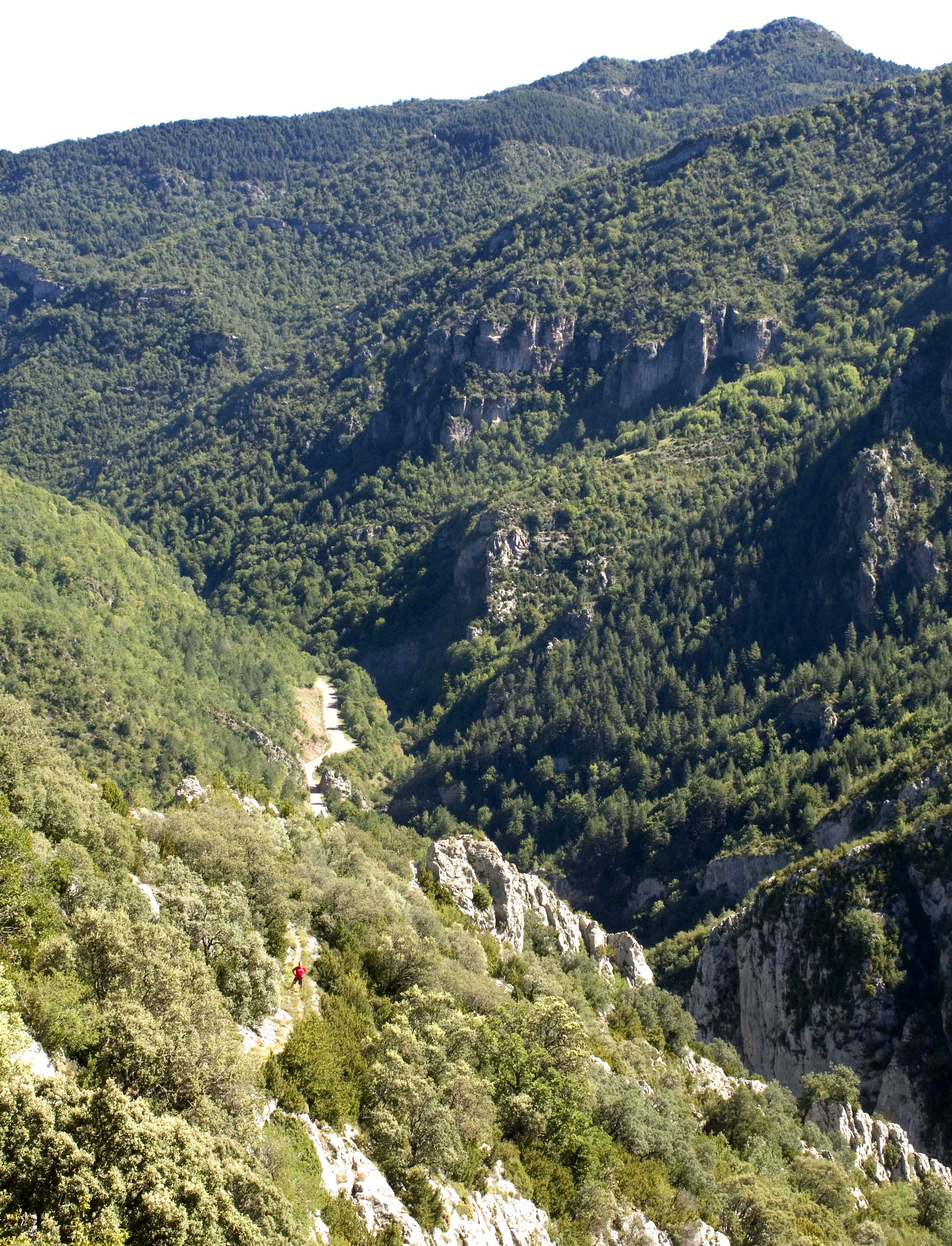
Congost d'Ovarra
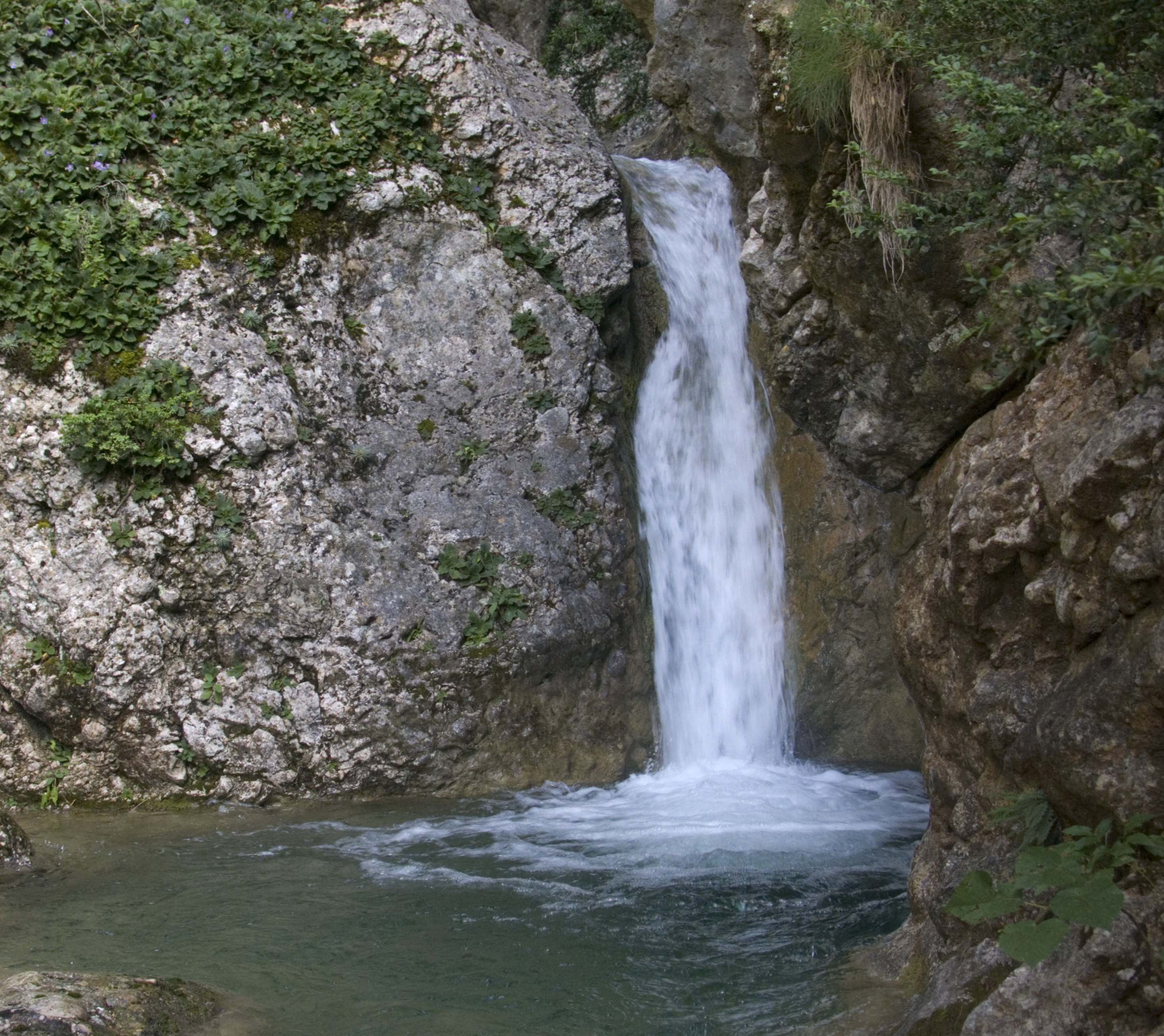
Cascada i Mulla de Castrocit